# Лепе успомене (филм)
{{Инфокутија Филм
| назив=    Лепе успомене 
| слика        =Лепе успомене (филм).jpg
| сценарио= Забу Бретман
Jean-Claude Deret
| жанр= драма
| улоге= Isabelle Carré
Bernard Campan
Bernard Le Coq
Забу Бретман
| режија= Забу Бретман
| продуцент= Стефан Марсил
|cinematography= Dominique Chapuis
|editing=Bernard Sasia
|компанија= -{Hugo Films
France 3 Cinéma
Les Films de la Colombe
Les Productions de la Guéville}-
|година= 2002
|трајање=110 минута
| земља = Француска
| језик= француски
| музика= Ferenc Javori
| буџет= 4,2 милиона долара
| зарада       = 3,9 милиона долара 
| претходни    = 
| следећи      = 
| вебсајт      = 
| имдб         = 0259440
| COBISS       = 
}}
 
Лепе успомене (фр. Se souvenir des belles choses) је француски филм из 2001. у режији Забу Брејтмана. Освојио је награду Цезар за најбољи први дугометражни филм, најбољу глумицу и најбољу споредну мушку улогу и номинован је за најбољег глумца. Такође, Француски синдикат кинематографских критичара прогласио га је најбољим дебитантским филмом.

## Радња
Клер Пусин, млада жена у раним тридесетим чија је мајка недавно умрла од Алцхајмерове болести, има проблема са губитком памћења откако ју је ударио гром. Она верује да показује прве знаке болести, али њена сестра Натали мисли да је проблем привремен. Клер тражи помоћ тако што одлази у клинику за особе са проблемима губитка памћења, која се налази у великој сеоској кући и коју води проф. Кристиан Лихт. Проф. Лихт има аферу са терапеуткињом Мари Бјорг, и за коју мисли да је скривена од његових пацијената, али није. На клиници, Клер упознаје Филипа, познатог стручњака за вино који је трауматизован након саобраћајне несреће у којој су погинули његова жена и дете, и они се заљубљују. Када обоје буду отпуштени из болнице, усељавају се заједно, али откривају да њихово стање озбиљно утиче на њихове животе. Филип се опоравља и болује када се сети трагичне несреће, док се Клерино стање погоршава.

## Улоге
- Isabelle Carré као Клер Пусин
- Bernard Campan као Филип
- Bernard Le Coq као проф. Кристиан Лихт
- Zabou Breitman као Мари Бјорг
- Anne Le Ny  као Натали Пусин
- Доминик Пинон као Роберт
- Ауде Бриант као Корин
- Denys Granier-Deferre као Тото
- François Levantal  као Данијел
- Jean-Claude Deret као Лео Финкел
- Céline Léger као Сара
- Julien Courbey као Стефан
- Guilaine Londez као Изабел

## Признања
| Награда / Филмски фестивал                    | Категорија                     | Примаоци и номиновани | Резултат   |
| --------------------------------------------- | ------------------------------ | --------------------- | ---------- |
| Награда Цезар                                 | најбоља глумица                | Isabelle Carré        | освојено   |
| Награда Цезар                                 | Најбољи глумац                 | Bernard Campan        | номиновано |
| Награда Цезар                                 | Најбољи споредни глумац        | Bernard Le Coq        | освојено   |
| Награда Цезар                                 | Најбољи први дугометражни филм |                       | освојено   |
| Филмски фестивал у Кабуру                     | Male Revelation                | Bernard Campan        | освојено   |
| Француски синдикат кинематографских критичара | Најбољи први француски филм    |                       | освојено   |
| Lumières Award                                | најбоља глумица                | Isabelle Carré        | освојено   |